# 점동초등학교
점동초등학교는 대한민국 경기도 여주시 점동면 청안리에 있는 공립 초등학교이다.

## 학교 연혁
- 1923. 04. 29 점동공립보통학교 개교
- 1936. 04. 06 부설 장안간이학교 개교(안평분교장)
- 1939. 04. 09 부설 뇌곡간이학교 개교(뇌곡분교장)
- 1993. 03. 01 안평분교장 및 병설유치원 인수
- 1994. 06. 07 급식조리실 준공 급식 개시
- 1996. 03. 01 당현분교장 폐교 통합
- 1996. 03. 01 유치원 1학급, 특수학급 1학급 증설
- 2002. 03. 01 뇌곡분교장 및 병설유치원 인수
- 2009. 03. 01 안평분교장 및 병설유치원 폐교 통합
- 2012. 03. 01 뇌곡분교장 및 병설유치원 폐교 통합
- 2013. 02. 15 제88회 졸업식 거행(총 5,869명)
- 2013. 03. 01 초등 6학급, 특수 2학급, 순회 7학급, 유치원 2학급
- 2013. 09. 01 초등 6학급, 특수 2학급, 순회 4학급, 유치원 2학급
- 2014. 03. 01 초등 6학급, 특수 2학급, 순회 4학급, 유치원 3학급
- 2015. 03. 01 초등 7학급, 특수 2학급, 순회 3학급, 유치원 3학급
- 2015. 03. 02 제30대 강순환 교장 부임